# Epidromia profesta
Epidromia profesta är en fjärilsart som beskrevs av Walker 1858. Epidromia profesta ingår i släktet Epidromia och familjen nattflyn. Inga underarter finns listade i Catalogue of Life.